# Соходор
Соходор (рум. Sohodor) — село у повіті Бакеу в Румунії. Входить до складу комуни Хорджешть.
Село розташоване на відстані 231 км на північ від Бухареста, 21 км на південний схід від Бакеу, 92 км на південний захід від Ясс, 132 км на північний захід від Галаца, 139 км на північний схід від Брашова.

## Населення
За даними перепису населення 2002 року у селі проживала 1091 особа. Усі жителі села рідною мовою назвали румунську.
Національний склад населення села:
| Національність | Кількість осіб | Відсоток |
| -------------- | -------------- | -------- |
| румуни         | 1078           | 98,8%    |
| цигани         | 12             | 1,1%     |